# Nicolavespa
Nicolavespa är ett släkte av steklar. Nicolavespa ingår i familjen hårstrimsteklar.
Kladogram enligt Catalogue of Life:
| Nicolavespa | \| \| Nicolavespa luiseno \| \| \| \| \| \| Nicolavespa theresae \| \| \| \| |
|             | \| \| Nicolavespa luiseno \| \| \| \| \| \| Nicolavespa theresae \| \| \| \| |
|             | Nicolavespa luiseno                                                          |
|             |                                                                              |
|             | Nicolavespa theresae                                                         |
|             |                                                                              |